# Maria-Josepha-Turm
Der Maria-Josepha-Turm ist ein 30 Meter hoher stählerner Aussichtsturm auf dem 482,1 m ü. NHN hohen Totenstein im Chemnitzer Stadtteil Grüna in Sachsen.

## Geschichte

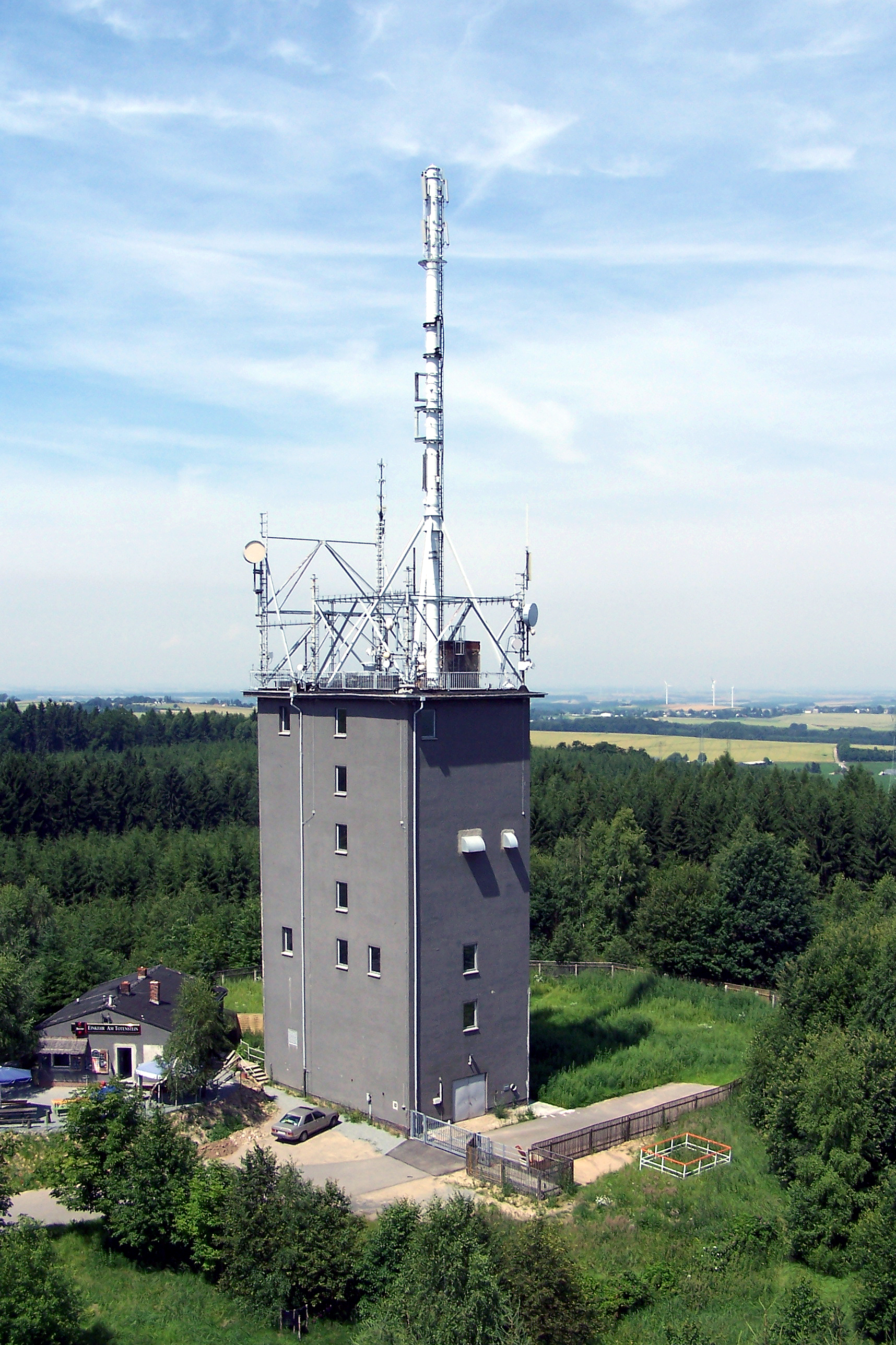
Der benachbarte Funkturm

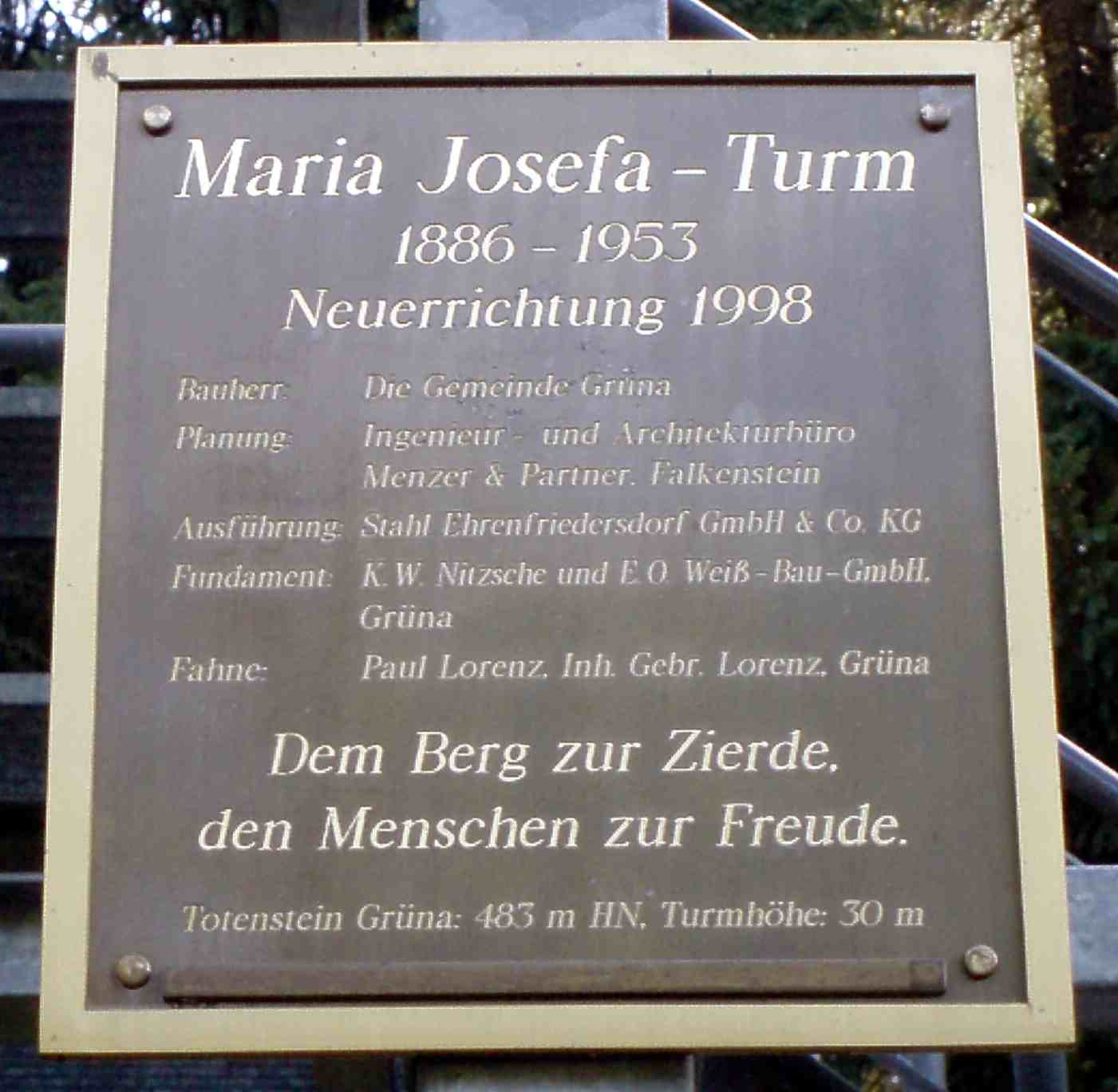
Tafel am Turm

Der Totenstein ist die höchste Erhebung des Rabensteiner Höhenzuges. Mitte des 19. Jahrhunderts wurde der Baumbestand auf dem Gipfelplateau abgeholzt, so dass sich eine umfassende Fernsicht bot. Die Erzgebirgszweigvereine Limbach und Rabenstein ließen 1886 einen Aussichtsturm errichten, den die Schlosserei Viktor Ludwig aus Grüna fertigte. Die Einweihung des 3.250 Mark teuren Turms erfolgte am 4. Oktober 1886. Mit 22 Metern Höhe bot er eine umfassende Rundumsicht, die bei entsprechenden Witterungsverhältnissen in Richtung Süden bis zu den markanten Bergen des Erzgebirgskamms (Fichtelberg, Keilberg, Scheibenberg, Pöhlberg) und im Norden bis zum Rochlitzer Berg und dem Völkerschlachtdenkmal in Leipzig reichte. Der Turm wurde nach Maria Josepha von Sachsen benannt. Die Tochter von Prinz Georg von Sachsen heiratete 1886 den Erzherzog Otto Franz Joseph von Österreich. Prinz Georg war 1886 Protektor des Erzgebirgsvereins. Unterhalb des Turmes erfolgte während der Sommermonate die gastronomische Betreuung von Gästen, so dass sich der Turm zu einem beliebten Ausflugsziel entwickelte.
Wegen Baufälligkeit musste der alte Turm 1953 abgerissen werden. An seiner Stelle errichtete man später einen massiven Funkturm, der heute noch auf dem Berggipfel existiert. Knapp einhundert Meter östlich von ihm wurde 1998 nach dem Vorbild des alten Turmes ein neuer, 30 Meter hoher Aussichtsturm für 300.000 DM errichtet, der am 4. Oktober 1998 eingeweiht wurde. Der Weihspruch lautete: „Dem Berg zur Zierde, den Menschen zur Freude“. Der Turm trägt wieder den Namen Maria-Josepha-Turm, kann unentgeltlich bestiegen werden und bietet bei schönem Wetter eine umfassende Aussicht auf das Erzgebirge und das Erzgebirgsvorland.

## Trivia
Die meisten Aufstiege am Maria-Josepha-Turm hat der Chemnitzer Frank Müller vorzuweisen, der auch als sogenannter Ehrenamtlicher Turmpate in Eigenregie Vandalismusschäden wie Graffiti oder Aufkleber entfernt. Der gelernte Stahlschlosser, der nach eigenen Angaben 2004 das erste Mal auf dem Turm war und seit Dezember 2009 über seine täglichen Mehrfachbegehungen akribisch Buch führt, feierte am 21. Juli 2022 in Anwesenheit von Freunden und einem Kamerateam mit der 50.000 offiziellen Turmbesteigung und seinem 60. Geburtstag gleich zwei runde Jubiläen. Im Mai 2025 überschritt Müller die 61.000er Marke.